# Etanna mackwoodi
Etanna mackwoodi är en fjärilsart som beskrevs av George Francis Hampson 1902. Etanna mackwoodi ingår i släktet Etanna och familjen trågspinnare. Inga underarter finns listade i Catalogue of Life.